# Fritz Schuberth

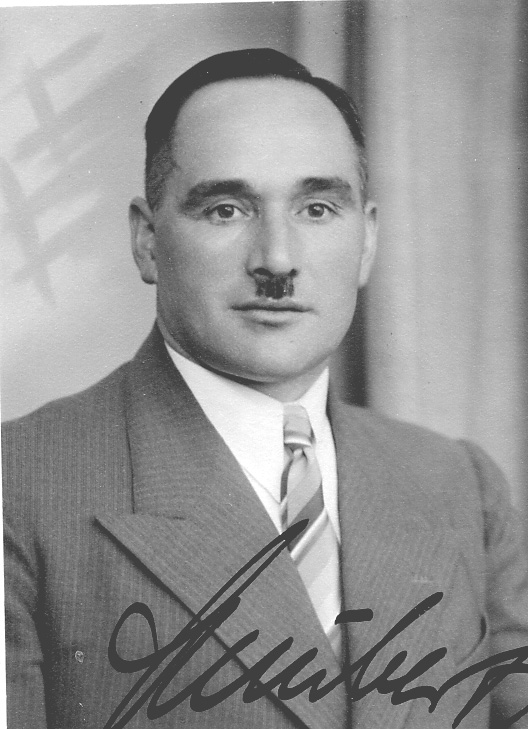
Passfoto Fritz Schuberths mit seiner Unterschrift, 1930

Georg Konrad Friedrich Schuberth (* 28. Juli 1897 in Kulmbach; † 16. Februar 1977 ebenda) war ein deutscher Politiker (NSDAP) und SS-Oberführer.

## Leben
Schuberth brach 1912 den Besuch der Realschule ab, um nach einem Unfall seines Vaters im elterlichen Betrieb zu arbeiten. Bis 1916 absolvierte er dort eine landwirtschaftliche Lehre für Obstanbau und Geflügelzucht. Von April 1916 bis 1918 nahm er am Ersten Weltkrieg teil. Nach seiner Entlassung im Rang eines Gefreiten der Reserve übernahm er im Juli 1920 das elterliche Anwesen.
Im Mai 1925 trat Schuberth in die NSDAP (Mitgliedsnummer 5.526) ein. Eine wichtige Rolle als politischer Ziehvater spielte dabei Hans Schemm, der bis zu seinem Tod im März 1935 Schuberth verbunden blieb: 1927 wurde Schuberth Ortsgruppenleiter,  1928 Bezirksleiter und Gauredner im Gau Bayerische Ostmark, 1932 avancierte er zum Kreisleiter.

Neben den Parteifunktionen hatte Schuberth kommunalpolitische Ämter inne: Im November 1929 rückte er für seine Partei in den Kulmbacher Stadtrat ein. Nach der Erstürmung des Kulmbacher Rathauses durch die Nationalsozialisten am 9. März 1933 amtierte Schuberth bis Oktober 1933 kommissarisch als Bürgermeister der Stadt, anschließend war er bis zum Ende der NS-Herrschaft ehrenamtlicher Erster Bürgermeister der Stadt. Als Lokalpolitiker bemühte er sich nicht nur um eine touristische Aufwertung der Stadt Kulmbach, der Kulmbacher Bierwoche" und des Deutschen Zinnfigurenmuseums auf der Plassenburg, sondern er wollte zugleich die Burg in eine „Kulturwarte Frankens“ umfunktionieren. Zu diesem Zweck wurde im Juli 1933 eine NS-Landesführerschule auf der Plassenburg eingerichtet, die zwei Jahre später zur reichsweiten  „Schulungsburg der NSDAP“ erweitert wurde. Seit November 1936 fanden zusätzlich  Schulungslehrgänge der Organisation Todt (OT) statt, bei denen Techniker, Ingenieure und Straßenbauer die Infrastrukturvorhaben des Reiches planten. Fritz Todt selbst  war regelmäßig Referent bei den Veranstaltungen. 

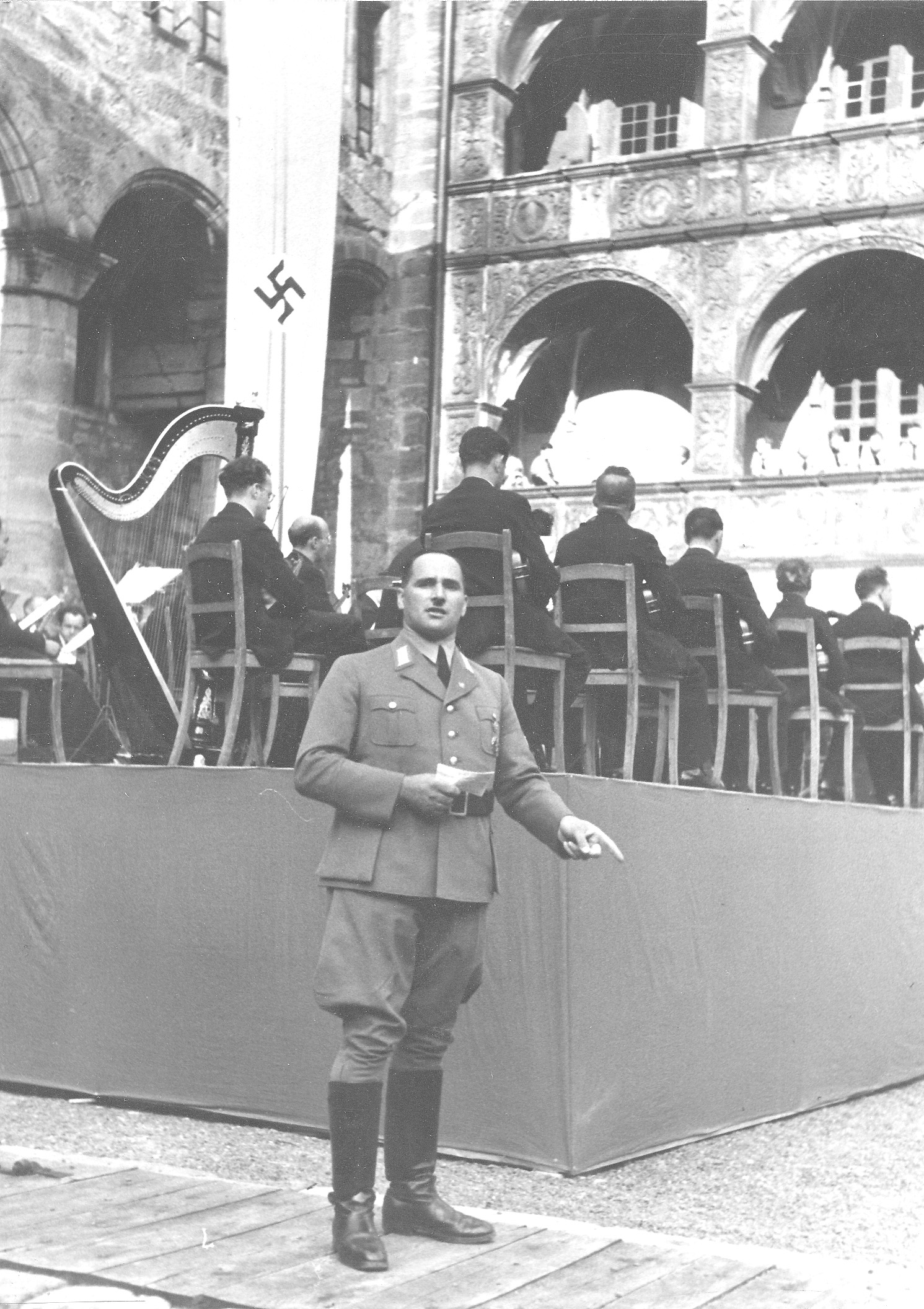
Fritz Schuberth im Schönen Hof der Plassenburg, 1935

Im April 1932 wurde Schuberth in den Bayerischen Landtag gewählt, legte das Mandat jedoch nach wenigen Monaten nieder, als er im Juli 1932 ein Mandat im Reichstag erhielt. Mitglied des Reichstages blieb er auch nach der nationalsozialistischen Machtergreifung bis zum Kriegsende 1945.
Der Durchbruch zu einem der einflussreichsten Politiker Nordbayerns erfolgte über Schuberths Einsatz für die notleidende Landwirtschaft, deren wichtigster Fürsprecher er wurde: Über die Institution der Oberfränkischen Bauernkammer wurde er 1932 landwirtschaftlicher Gaufachberater, 1934 Landesbauernführer der Landesbauernschaft Bayern. Im März 1934 wurde er auf Vorschlag des bayerischen Ministerpräsidenten Ludwig Siebert zum Staatssekretär für Landwirtschaft ernannt. Diese Funktion legte er wegen des Streits über geeignete Agrar- und Subventionsprogramme, den er mit dem Reichsminister Walter Darré austrug, am 15. März 1940 nieder.
Schuberth gehörte der Allgemeinen Schutzstaffel (Mitgliedsnummer 260.750) an:  1934 wurde er SS-Sturmbannführer, 1935 SS-Standartenführer und 1942 SS-Oberführer ohne Bereich.
Von seinen zahlreichen Vereinstätigkeiten sind die des Vereinsführer der Freunde der Plassenburg und des Vorsitzenden des örtlichen Gartenbauvereins am bedeutendsten.
Einen Tag vor der Befreiung Kulmbachs durch die 71. US-Infanterie-Division am 13. April 1945 floh Schuberth mit seiner Familie aus Kulmbach und versteckte sich in einer Mühle im Guttenberger Hammer bei Tannenwirtshaus. Am 23. Mai wurde er durch Counter Intelligence Corps  aufgespürt und verhaftet. Nach einer dreijährigen Odyssee durch die Internierungslager Hersbruck, Plattling, Langwasser und Regensburg wurde Schuberth im September 1948 entlassen. In dem sich anschließenden Spruchkammerverfahren in seiner Heimatstadt wurde er als eine „Person, die durch Stellung und Tätigkeit die Gewaltherrschaft der NSDAP wesentlich förderte“ in die Gruppe II („Belasteter“) eingestuft. Eine Beschwerde Schuberths gegen den Bescheid wurde von Berufungskammer in Bamberg zurückgewiesen (17. August 1949). Schuberth lebte bis zu seinem Tod weitgehend sozial isoliert und politisch enthaltsam auf seiner Reut („Eisberg“) am Nordhang der Kulmbacher Plassenburg.

## Ehrungen
- Eisernes Kreuz (1914) II. Klasse im Jahre 1916
- Ehrenkreuz für Frontkämpfer im Jahre 1934
- Große Bayerische Verdienstmedaille für Verdienste um die Landwirtschaft
- Goldenes Ehrenzeichen des Gartenbauvereins im Jahre 1960